# Дон Чийдъл
Донaлд Чийдъл (на английски: Don Cheadle) е американски актьор.

## Биография
Чийдъл е роден в Канзас Сити, щата Мисури, САЩ, в семейството на Доналд Чийдъл – клиничен психолог, и Бети Норт – учителка. Има сестра и брат.

## Частична филмография

### Кинофилми
- 1995 – „Дявол в синя рокля“ (Devil in a Blue Dress)
- 1997 – „Вулкан“ (Volcano)
- 1997 – „Розууд“ (Rosewood)
- 1997 – „Буги нощи“ (Boogie Nights)
- 1998 – „Извън контрол“ (Out of Sight)
- 1998 – „Сенаторът“ (Bulworth)
- 2000 – „Трафик“ (Traffic)
- 2000 – „Мисия до Марс“ (Mission to Mars)
- 2000 – „Семеен човек“ (The Family Man)
- 2001 – „Парола: Риба меч“ (Swordfish)
- 2001 – „Бандата на Оушън“ (Ocean's Eleven)
- 2003 – „Съединените щати на Лиланд“ (The United States of Leland)
- 2004 – „Бандата на Оушън 2“ (Ocean's Twelve)
- 2004 – „След залеза“ (After the Sunset)
- 2004 – „Сблъсъци“ (Crash)
- 2004 – „Хотел Руанда“ (Hotel Rwanda)
- 2007 – „Любовта в мен“ (Reign Over Me)
- 2007 – „Бандата на Оушън 3“ (Ocean's Thirteen)
- 2008 – „Предател“ (Traitor)
- 2009 – „Хотел за кучета“ (Hotel for Dogs)
- 2009 – „Бруклинските стражи“ (Brooklyn's Finest)
- 2010 – „Железният човек 2“ (Iron Man 2)
- 2011 – „Големият полицай от малкия град“ (The Guard)
- 2012 – „Полет“ (Flight)
- 2013 – „Железният човек 3“ (Iron Man 3)
- 2015 – „Отмъстителите: Ерата на Ултрон“ (Avengers: Age of Ultron)
- 2016 – „Капитан Америка: Войната на героите“ (Captain America: Civil War)
- 2021 – „Космически забивки: Нови легенди“ (Space Jam: A New Legacy)

### ТВ филми
- 1992-1993 – The Golden Palace
- 1993-1995 – Picket Fences
- 1998 – „Рат пак“ (The Rat Pack)
- 2000 – „Контролна зона“ (Fail Safe)
- 2002 – „Спешно отделение“ (ER)
- 2012-2016 – House of Lies